# アリ・ランディー

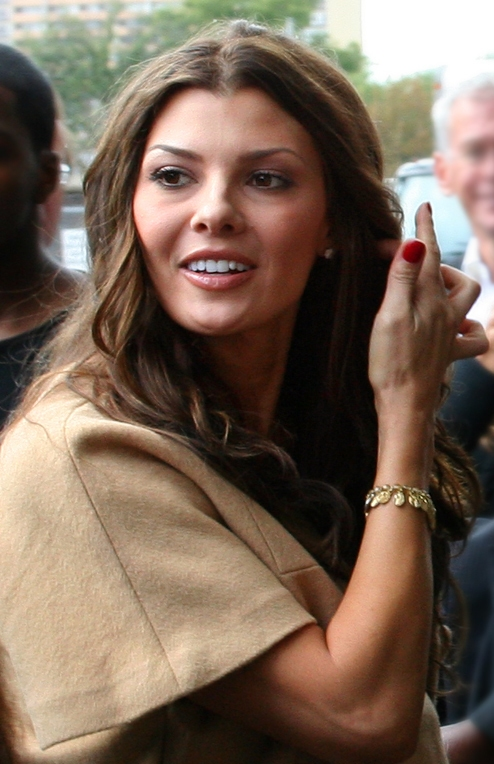
2006年トロント国際映画祭会場にて

アリ・ランディー (Ali Germaine Landry、1973年7月21日-)は、1996年度のミスUSAであり、女性モデル兼女優。ミス・ユニバース1996ではトップ6に入賞した。1998年のスーパーボウルの広告のドリトス・ガールとしても有名で、同じく1998年,  ピープルの「世界で最も美しい50人」の一人に選ばれた。

## 人物
ルイジアナ州南部のアケイディアナもしくはケイジャンの地域としても知られるen:Breaux Bridgeで生まれ育った。 彼女はスペイン人・フランス人（ケイジャン）・クレオールの血を引いている。
1991年に Cecilia High Schoolを卒業後、 en:University of Louisiana at Lafayette (当時はUniversity of Southwestern Louisianaと呼ばれていた)に入学し、マス・コミュニケーションを専攻し、en:Kappa Deltaソロリティに入っていた。

## 出演作品

### 映画
- Bella (2006)
- Who's Your Daddy? (2003) (V)
- Outta Time (2002)
- Repli-Kate (2002)
- ファング・オブ・モンスターSoulkeeper (2001)
- Beautiful (2000)
- Hung Tom Chung (2000)

### テレビ番組
- Eve(2003-2006) (UPNのテレビドラマ、リタ役)
- Beach Week (en:Travel Channel)
- Will You Marry Me? (2003) (TV)
- Spy TV (2001) (第2シーズン司会) (2002)
- en:Full Frontal Fashion (司会)
- ファストレーンFastlane
- en:Farmclub.com (2001) (テレビシリーズ)
- en:Dick Clark's New Year's Rockin' Eve (共同司会)
- en:Fear Factor
- フェリシティの青春 Felicity
- Inside Schwartz
- Two Guys, a Girl and a Pizza Place
- Popular
- Significant Others
- ボールド・アンド・ザ・ビューティフルBold and the Beautiful
- Clueless
- en:Pensacola: Wings of Gold (?1999) (TVシリーズ、レギュラーゲスト)
- America's Greatest Pets (1998) (TVシリーズ、司会)
- Sunset Beach (1997) (TVシリーズ)
- Secret's Out (en:ReelzChannel)
- The Best Commercials You've Never Seen (and Some You Have) 2' (1999) (TVスペシャル、司会)
- en:The Smoking Gun Presents: World's Dumbest... (2008) (TVシリーズ、コメンテーター)